# 再見，在也不見
《再見，在也不見》（英語：Distance），是一部於2016年的電影，由新加坡导演陈哲艺监制，中国导演忻钰坤、新加坡导演陈世杰和泰国导演西瓦罗·孔萨库联合执导。陳柏霖、蔣雯麗、楊祐寧、秦沛領銜主演。中国大陆、台灣分别于2016年5月13日、5月20日上映。本片獲選為2015年金馬國際影展開幕片。

## 演員陣容

### 主要演員
| 演員姓名 | 角色名稱                                 | 介紹 | 導演                                            |
| 陳柏霖   | 陳文祥(背影)、陳德明(湖畔)、陳志彬(再見) |      | 忻鈺坤、陳世杰、希瓦洛恭斯昆(Sivaroj Kongsakul) |
| 蔣雯麗   | 謝虹(再見)                               |      | 希瓦洛恭斯昆(Sivaroj Kongsakul)                 |
| 楊祐寧   | 林仁政(湖畔)                             |      | 陳世杰                                          |
| 秦沛     | 陳父 (背影)                              |      | 忻鈺坤                                          |

### 其他演員
| 演員姓名        | 角色名稱               | 介紹 |
| 馮粒            | 黃總助理小波(背影)     |      |
| 凌正輝          | 陳俊祥(背影)           |      |
| 楊雁雁          | 監獄官(湖畔)           |      |
| 朱神龍          | 陳德明父親(湖畔)       |      |
| 魏漢鼎          | 少年時期的陳德明(湖畔) |      |
| 鄭煥霖          | 少年時期的林仁政(湖畔) |      |
| 查雅妮·臣姍卡維 | 萍(再見)               |      |

## 電影歌曲
| 曲別   | 歌名       | 演唱者 | 作詞 | 作曲   | 備註 |
| 主題曲 | 在，也不见 | 孙燕姿 | 林夕 | 梁思桦 |      |

## 制作
影片在广西、台北、曼谷和新加坡取景拍摄，花费191天拍摄完毕。

## 工作人員
- 製作人：陳哲藝、張建彬、黃文鴻
- 導演：陳世杰、忻鈺坤、希瓦洛恭斯昆
- 編劇：陳哲藝、忻鈺坤、陳世杰、Aditya Assarat
- 出品公司：長景路電影工作室、新影響文化投資集團
- 發行公司：威視電影（台灣）

## 外部連結
- 再見，在也不見的Facebook專頁